# Laurie Spiegel
Laurie Spiegel (Chicago, 20 settembre 1945) è una compositrice statunitense.

## Biografia
Dopo aver studiato all'Università di Oxford e alla Juilliard School, ha esordito come compositrice durante la prima metà degli anni settanta con alcune pièce di musica concreta. Nello stesso periodo ha lavorato presso i Bell Laboratories dove ha sviluppato le prime tecnologie per comporre musica per computer. Nel 1977 ha composto Kepler's Harmony of the Worlds, incluso nel Voyager Golden Record per il Programma Voyager della NASA. Nel 1980 ha pubblicato l'album della maturità The Expanding Universe, le cui composizioni melodiche, accessibili e relativamente d'atmosfera l'hanno dissociata dai più dissonanti pionieri della computer music. Il sito di Pitchfork ha considerato The Expanding Universe il dodicesimo album ambient migliore di sempre. Undici anni più tardi ha pubblicato il più cupo Unseen Worlds mentre nel 2001 e nel 2003 sono usciti Obsolete Systems e Harmonices Mundi. Alla Spiegel sono anche attribuite colonne sonore di video artistici (ha anche registrato musica per Nam June Paik) più vari brani per quartetto d'archi.

## Discografia

### Album
- 1980 – The Expanding Universe
- 1991 – Unseen Worlds
- 2001 – Obsolete Systems
- 2003 – Harmonices Mundi

### Singoli
- 2018 – Donnie and Laurie/Patchwork (con Don Christensen)